# Of Plymouth Plantation
Of Plymouth Plantation - dziennik autorstwa Williama Bradforda. Pisany w latach 1630–1651. Autor opisuje losy Pielgrzymów, posługując się analogiami do narodu wybranego. Sam autor kreował się na proroka.